# 모리노 마사히코
모리노 마사히코(일본어: 森野 将彦, もりの まさひこ, 1978년 7월 28일~)는 일본의 야구 선수, 지도자, 야구 해설가, 야구 평론가이다.
내야, 외야를 모든 포지션을 지킬 수 있는 유틸리티 내야수로 알려져 있다.

## 인물

### 프로 입단 전
초등학교 시절 때부터 야구를 시작해 도카이 대학부속 사가미 고등학교 시절에는 1학년부터 주전 선수로서 활약, 고교 통산 38개의 홈런을 기록했다. 1996년 프로 야구 드래프트 회의에서 주니치 드래건스로부터 2순위로 지명을 받아 입단했다.

### 프로 입단 후

#### 1997년 ~ 2005년
입단 1년 차인 1997년 8월 29일, 나고야 돔에서의 야쿠르트 스왈로스전에서는 8번·유격수로 선발 출전해 데뷔 첫 홈런을 기록했고(고졸 신인으로서의 홈런은 주니치에서는 다쓰나미 가즈요시가 기록한 이후 두 번째) 2002년부터 선발 출전의 기회가 증가되었다. 2005년에는 이노우에 가즈키, 오니시 다카유키, 히데노리 등과 좌익수 자리를 놓고 경쟁했으며 또 다쓰나미를 대신해 3루수로 출전하는 등 출전 기회가 늘었다.

#### 2006년
이듬해 등번호를 31번으로 변경하면서(31번으로 택한 이유는 가케후 마사유키를 동경하고 있었기 때문에) 3루수의 자리를 다쓰나미와 경쟁하고 있었지만 시범 경기에서 사구를 받아 오른쪽 새끼 손가락에 골절상을 입었다. 교류전 도중에 복귀하면서 부진에 시달리고 있는 아라키 마사히로를 대신해 2루수를 지켰다. 6월 25일에는 프로 데뷔 후 처음으로 만루 홈런과 끝내기 안타를 연달아 기록하였고, 아라키의 1군 복귀 후 다쓰나미로부터 3루수의 자리를 빼앗는다. 일시적으로 타율 3할대와 득점권타율 4할대를 기록할 정도의 활약을 보여주면서 처음으로 규정 타석을 채웠다.
같은 해 9월 16일, 야마모토 마사가 노히트 노런을 달성한 한신 타이거스전에서 아카호시 노리히로의 3루 땅볼을 때렸지만 모리노가 실책을 범하면서 결과적으로 출루를 허용한 유일한 주자는 아카호시였기 때문에 퍼펙트 게임을 놓치는 플레이가 되었다. 경기 직후의 인터뷰에서 야마모토는 “그 플레이가 있었기 때문에 (노히트 노런의)기록을 달성할 수 있었다”라고 말했다.

#### 2007년
3루수인 나카무라 노리히로의 입단에 의해 주로 좌익수로서 출전했다. 그 후에는 아라키의 전력 이탈도 있어 전반기에는 2루수로 출전했고 올스타전에서의 첫 출전이 이루어지면서 우수 선수상을 수상했다. 후반기 이후는 후쿠도메 고스케의 전력 이탈로 인해 중견수나 우익수로서의 출전도 증가하는 등 타순은 5번이나 3번타자를 맡았다. 그 해의 시즌은 배터리 이외의 모든 포지션을 경험했고 2년 연속으로 규정 타석을 채우는 것과 동시에 개인 최고 성적인 타율 2할 9푼 4리, 18홈런을 기록했다. 홈런과 타점은 작년부터 증가되기 시작하면서 팀내 중심 타자로서의 역할을 했다. 일본 시리즈에서도 4타점을 기록한 공로로 우수 선수상을 받았다.

#### 2008년

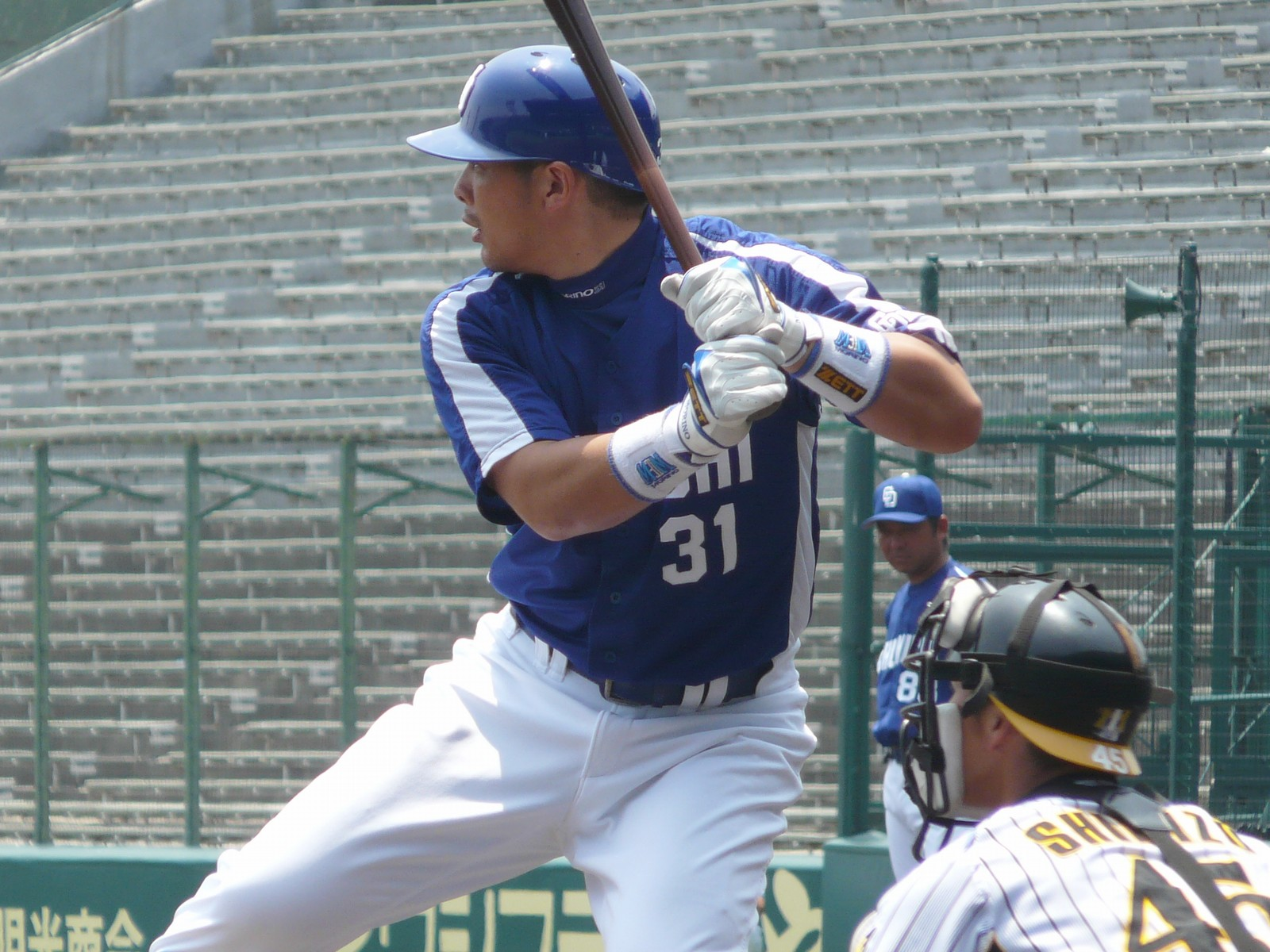
타석에서의 모리노(2008년)

좌익수이자 세이부에서 이적한 와다 가즈히로의 입단에 의해 주로 중견수로서 출전했고 개막전에서는 7번·중견수로서 출전했고 타순에서는 개막 초에 7번 타자였지만 6번 타자를 거쳐 3번 타자로 돌아왔다. 5월에 왼쪽 장딴지 근육 통증으로 전력에서 이탈당하는 등 7월 5일에 1군으로 복귀했다. 8월에는 베이징 올림픽 야구 일본 국가대표팀 선수로 발탁되었고, 베이징 올림픽 이후 부진에 시달리고 있는 이바타 히로카즈를 대신해 1번 타자로 뛰었고 타이론 우즈가 부진했을 시에는 4번을 맡아 그 해의 시즌은 2번·8번·9번 이외의 타순을 경험했다. 본인으로서는 처음으로 3할대의 타율을 기록했고 8월에는 국내 이적이 가능한 FA권을 취득, 오프에는 구단과 연봉 변동제의 의해 5년 계약을 맺었다.

#### 2009년
나카무라 노리히로가 도호쿠 라쿠텐 골든이글스에 트레이드로 이적한 것을 계기로 주로 3루수로서 출전했다. 개막 이후부터 3번 타자를 맡았지만 개막 이후의 2개월 동안에는 타율이 2할 5푼에 닿지 않을 정도의 부진한 성적을 기록했다. 6월에는 해외 이적도 가능한 FA권을 취득했고 6월부터는 타격면에서 원래의 모습을 되찾아 8월 7일의 요코하마 베이스타스전에서 1경기 2홈런·5안타를 기록하면서 맹활약을 했다. 8월 27일의 요미우리 자이언츠전에서 데뷔 13년 만에 처음으로 20홈런을 달성했다. 시즌 종반에는 팀 동료인 토니 블랑코와의 타점왕 타이틀을 놓고 경쟁을 펼쳤지만 최종적으로는 1타점차로 2위에 끝났다. 홈런과 타점은 개인 최고 성적을 올리는 한편 수비면에서 양대 리그 최다인 25번의 실책을 기록하는 등 불안한 시즌을 보냈다.

#### 2010년
그 해에는 주니치의 선수 회장으로 부임했고 작년과 같이 개막 이후부터 3번 타자를 차지해 봄에는 4할 대에 가까운 타율을 남길 정도의 성적을 기록했고 여름이 되면서 블랑코가 부진했을 시에는 4번 타자를 맡은 경기도 있었다. 일시적으로 컨디션이 떨어지는 경우가 있었지만 작년에 이어서 시즌 전 경기 출전을 달성했고 홈런과 타점은 작년 시즌 성적보다 기대에 못 미쳤지만 타율은 3할 2푼 7리, 2년 연속이자 양대 리그를 통해서 최다 2루타, 구단 신기록이 되는 21회 맹타상을 기록하는 등 팀의 리더로서 와다 가즈히로와 함께 4년 만의 센트럴 리그 우승에 기여했다. 또 본인으로서는 처음으로 베스트 나인(3루수 부문)에 선정되었다.

#### 2011년
그러나 새 공인구(일명 통일구)의 도입으로 타격 밸런스가 무너지면서 시즌 전반에는 6번이나 7번 타자로 출전하는 경기도 있었다. 원래 기술이 아닌 감각으로 쳐 온 타입으로 통일구에도 제대로 대응한 나카무라 다케야와는 달리 미트 포인트가 몸으로부터 멀리 앞에서 처리하는 타입이었기 때문에 7월에는 월간 MVP를 차지하며 회복의 조짐을 보였지만 그 후에도 컨디션이 오르지 않았고 규정 타석에 도달한 2006년 ~ 2010년에 비하면 성적이 크게 떨어졌다. 이 때문에 주자가 있는 결정적인 상황에서 보내기 번트를 하는 등의 플레이가 많이 있었다.

#### 2012년
5월 30일의 오릭스 버펄로스전(나고야 돔)에서 연장 10회말에 기시다 마모루로부터 프로 데뷔 후 처음으로 끝내기 홈런(솔로 홈런)을 때려냈는데 모리노는 “아마추어 시절을 포함해도 끝내기 홈런을 때려낸 적은 없었다”라고 말했다. 그리고 야마사키 다케시의 타격 부진과 토니 블랑코의 이탈에 의해 4번 타자로 활약할 수 있었다. 게다가 야마사키가 부진으로 등록이 말소되면서 수비 위치가 1루수로 변경되었다. 타율 2할 4푼 9리와 홈런 6개라는 저조한 성적을 남겼고 팀의 방침도 있어 도노우에 나오미치나 다카하시 슈헤이로 기용된 것에 의해 선발에서 제외되는 일도 자주 있었다.

## 상세 정보

### 출신 학교
- 도카이 대학부속 사가미 고등학교

### 선수 경력
프로팀 경력
- 주니치 드래곤스(1997년 ~ 2017년)

지도자 및 기타 경력
- 주니치 드래곤스 2군 타격코치(2018년 ~ 2019년)
- 주니치 스포츠 야구평론가.주쿄 TV 방송, 도카이 라디오 방송 야구 해설자(2020년 ~ )

국가 대표 경력
- 2008년 베이징 올림픽 일본 국가대표

### 수상·타이틀 경력
- 베스트 나인 : 1회(2010년)
- 골든 글러브상 : 1회(2014년)
- 일본 시리즈 우수 선수상 : 1회(2007년)
- 월간 MVP : 1회(2011년 7월)
- 올스타전 우수 선수상 : 1회(2007년 1차전)
- 올스타전 베스트 배터상 : 1회(2010년 1차전)

### 개인 기록

#### 첫 기록
- 첫 출장 : 1997년 6월 24일, 대 히로시마 도요 카프 12차전(히로시마 시민 구장), 6회말에 도리고에 유스케를 대신해서 유격수로서 출장
- 첫 타석 : 상동, 8회초에 구로다 히로키로부터 삼진
- 첫 선발 출장 : 1997년 8월 29일, 대 야쿠르트 스왈로스 22차전(나고야 돔), 8번·유격수로서 선발 출장
- 첫 안타·첫 홈런·첫 타점 : 상동, 3회말에 테리 브로스로부터 우월 솔로 홈런
- 첫 도루 : 2003년 10월 7일, 대 요코하마 베이스타스 28차전(요코하마 스타디움), 1회초에 2루 안착(투수 : 사이토 다카시, 포수 : 나카무라 다케시)

#### 기록 달성 경력
- 통산 100홈런 : 2010년 4월 13일, 대 요코하마 베이스타스 4차전(나고야 돔), 8회말에 우시다 시게키로부터 우월 2점 홈런 ※역대 260번째
- 통산 1000경기 출장 : 2010년 6월 5일, 대 지바 롯데 마린스 4차전(나고야 돔), 3번·3루수로서 선발 출장 ※역대 436번째
- 통산 1000안타 : 2011년 4월 16일, 대 한신 타이거스 2차전(나고야 돔), 6회말에 에노키다 다이키로부터 좌전 안타 ※역대 263번째
- 통산 150홈런 : 2013년 9월 5일, 대 히로시마 도요 카프 20차전(MAZDA Zoom-Zoom 스타디움 히로시마), 8회초 이마무라 다케루로부터 우월 2점 홈런 ※역대 158번째
- 통산 1500경기 출장 : 2014년 4월 11일, 대 히로시마 도요 카프 4차전(MAZDA Zoom-Zoom 스타디움 히로시마), 5번·1루수로 선발 출장 ※역대 181번째
- 통산 300개의 2루타 : 2014년 7월 10일, 대 도쿄 야쿠르트 스왈로스 12차전(메이지 진구 야구장), 1회초에 크리스 나베손으로부터 우월 적시 2루타 ※역대 61번째

#### 기타
- 올스타전 출장 : 2회(2007년, 2010년)
- 일본 시리즈 한 경기 최다 볼넷 : 2개(2004년 2차전)

### 등번호
- 56(1997년의 입단 발표 때만)
- 7(1997년 ~ 1999년 시즌 도중, 2014년 ~ 2017년)
- 8(1999년 시즌 도중 ~ 2001년 시즌 도중, 2004년 ~ 2005년)
- 16(2001년 시즌 도중 ~ 2003년)
- 31(2006년 ~ 2009년)
- 30(2010년 ~ 2013년)
- 75(2018년 ~ 2019년)

### 연도별 타격 성적
| 연 도       | 소 속       | 경 기 | 타 석 | 타 수 | 득 점 | 안 타 | 2 루 타 | 3 루 타 | 홈 런 | 루 타 | 타 점 | 도 루 | 도 루 자 | 희 생 번 | 희 생 플 | 볼 넷 | 고 4 | 사 구 | 삼 진 | 병 살 타 | 타 율 | 출 루 율 | 장 타 율 | O P S |
| ----------- | ----------- | ----- | ----- | ----- | ----- | ----- | ------- | ------- | ----- | ----- | ----- | ----- | -------- | -------- | -------- | ----- | ---- | ----- | ----- | -------- | ----- | -------- | -------- | ----- |
| 1997년      | 주니치      | 13    | 22    | 22    | 2     | 3     | 1       | 0       | 1     | 7     | 1     | 0     | 0        | 0        | 0        | 0     | 0    | 0     | 8     | 2        | .136  | .136     | .318     | .455  |
| 2000년      | 주니치      | 28    | 46    | 45    | 3     | 7     | 0       | 1       | 2     | 15    | 6     | 0     | 0        | 0        | 1        | 0     | 0    | 0     | 9     | 0        | .156  | .152     | .333     | .486  |
| 2001년      | 주니치      | 40    | 59    | 58    | 4     | 11    | 3       | 0       | 0     | 14    | 2     | 0     | 0        | 0        | 0        | 1     | 0    | 0     | 13    | 1        | .190  | .203     | .241     | .445  |
| 2002년      | 주니치      | 84    | 211   | 191   | 20    | 43    | 12      | 0       | 5     | 70    | 14    | 0     | 1        | 4        | 0        | 15    | 3    | 1     | 42    | 4        | .225  | .285     | .366     | .652  |
| 2003년      | 주니치      | 89    | 239   | 225   | 30    | 61    | 11      | 0       | 6     | 90    | 33    | 1     | 0        | 2        | 0        | 12    | 0    | 0     | 36    | 4        | .271  | .308     | .400     | .708  |
| 2004년      | 주니치      | 80    | 180   | 162   | 14    | 44    | 8       | 1       | 4     | 66    | 21    | 0     | 1        | 2        | 2        | 14    | 3    | 0     | 34    | 2        | .272  | .326     | .407     | .733  |
| 2005년      | 주니치      | 118   | 388   | 358   | 42    | 96    | 26      | 1       | 9     | 151   | 46    | 2     | 1        | 1        | 2        | 25    | 3    | 2     | 70    | 11       | .268  | .318     | .422     | .740  |
| 2006년      | 주니치      | 110   | 469   | 428   | 58    | 120   | 19      | 0       | 10    | 169   | 52    | 0     | 1        | 8        | 5        | 26    | 2    | 2     | 53    | 8        | .280  | .321     | .395     | .716  |
| 2007년      | 주니치      | 142   | 607   | 530   | 75    | 156   | 29      | 2       | 18    | 243   | 97    | 1     | 3        | 8        | 6        | 59    | 8    | 4     | 93    | 14       | .294  | .366     | .458     | .824  |
| 2008년      | 주니치      | 96    | 412   | 358   | 63    | 115   | 25      | 1       | 19    | 199   | 59    | 1     | 0        | 3        | 5        | 46    | 0    | 0     | 60    | 4        | .321  | .394     | .556     | .950  |
| 2009년      | 주니치      | 144   | 632   | 546   | 83    | 158   | 42      | 3       | 23    | 275   | 109   | 4     | 1        | 1        | 5        | 72    | 2    | 8     | 95    | 12       | .289  | .377     | .504     | .881  |
| 2010년      | 주니치      | 144   | 626   | 547   | 85    | 179   | 45      | 2       | 22    | 294   | 84    | 2     | 3        | 2        | 7        | 64    | 4    | 6     | 77    | 16       | .327  | .399     | .537     | .936  |
| 2011년      | 주니치      | 142   | 595   | 508   | 46    | 118   | 19      | 0       | 10    | 167   | 45    | 0     | 0        | 13       | 5        | 64    | 1    | 5     | 89    | 9        | .232  | .321     | .329     | .650  |
| 2012년      | 주니치      | 124   | 494   | 434   | 45    | 108   | 23      | 1       | 6     | 151   | 50    | 1     | 0        | 4        | 4        | 49    | 1    | 3     | 68    | 13       | .249  | .327     | .348     | .674  |
| 2013년      | 주니치      | 134   | 457   | 399   | 53    | 114   | 20      | 1       | 16    | 184   | 51    | 1     | 0        | 2        | 2        | 54    | 0    | 0     | 61    | 10       | .286  | .369     | .461     | .830  |
| 2014년      | 주니치      | 141   | 558   | 507   | 64    | 146   | 34      | 0       | 13    | 219   | 86    | 3     | 0        | 5        | 6        | 69    | 2    | 1     | 66    | 20       | .288  | .370     | .432     | .802  |
| 통산 : 16년 | 통산 : 16년 | 1629  | 6025  | 5318  | 687   | 1479  | 317     | 13      | 164   | 2314  | 756   | 16    | 11       | 55       | 50       | 570   | 29   | 32    | 874   | 130      | .278  | .349     | .435     | .787  |

- 2014년 기준. 굵은 글씨는 시즌 최고 성적.
- 1998년, 1999년은 1군 출장 없음.

### 연도별 수비 성적
| 연도 | 1루  | 1루  | 1루  | 1루  | 1루  | 1루    | 2루  | 2루  | 2루  | 2루  | 2루  | 2루    | 3루  | 3루  | 3루  | 3루  | 3루  | 3루    | 유격 | 유격 | 유격 | 유격 | 유격 | 유격   | 외야 | 외야 | 외야 | 외야 | 외야 | 외야   |
| 연도 | 경기 | 척살 | 보살 | 실책 | 병살 | 수비율 | 경기 | 척살 | 보살 | 실책 | 병살 | 수비율 | 경기 | 척살 | 보살 | 실책 | 병살 | 수비율 | 경기 | 척살 | 보살 | 실책 | 병살 | 수비율 | 경기 | 척살 | 보살 | 실책 | 병살 | 수비율 |
| ---- | ---- | ---- | ---- | ---- | ---- | ------ | ---- | ---- | ---- | ---- | ---- | ------ | ---- | ---- | ---- | ---- | ---- | ------ | ---- | ---- | ---- | ---- | ---- | ------ | ---- | ---- | ---- | ---- | ---- | ------ |
| 1997 | -    | -    | -    | -    | -    | -      | -    | -    | -    | -    | -    | -      | -    | -    | -    | -    | -    | -      | 9    | 10   | 15   | 4    | 2    | .862   | -    | -    | -    | -    | -    | -      |
| 2000 | -    | -    | -    | -    | -    | -      | -    | -    | -    | -    | -    | -      | -    | -    | -    | -    | -    | -      | 11   | 10   | 20   | 2    | 3    | .938   | -    | -    | -    | -    | -    | -      |
| 2001 | -    | -    | -    | -    | -    | -      | 10   | 10   | 17   | 0    | 2    | 1.000  | 3    | 0    | 0    | 0    | 0    | ----   | -    | -    | -    | -    | -    | -      | -    | -    | -    | -    | -    | -      |
| 2002 | -    | -    | -    | -    | -    | -      | 44   | 84   | 79   | 2    | 14   | .988   | 14   | 5    | 11   | 1    | 0    | .941   | 17   | 14   | 32   | 4    | 3    | .920   | -    | -    | -    | -    | -    | -      |
| 2003 | 12   | 66   | 8    | 0    | 8    | 1.000  | 27   | 35   | 57   | 1    | 12   | .989   | 13   | 2    | 6    | 0    | 0    | 1.000  | 41   | 59   | 81   | 5    | 15   | .966   | -    | -    | -    | -    | -    | -      |
| 2004 | 35   | 184  | 10   | 3    | 26   | .985   | -    | -    | -    | -    | -    | -      | 3    | 3    | 3    | 0    | 1    | 1.000  | 1    | 0    | 2    | 0    | 0    | 1.000  | 19   | 18   | 0    | 0    | 0    | 1.000  |
| 2005 | 7    | 14   | 0    | 0    | 0    | 1.000  | -    | -    | -    | -    | -    | -      | 69   | 33   | 120  | 4    | 11   | .975   | -    | -    | -    | -    | -    | -      | 47   | 45   | 3    | 2    | 0    | .960   |
| 2006 | 7    | 15   | 2    | 0    | 0    | 1.000  | 35   | 72   | 104  | 1    | 23   | .994   | 87   | 64   | 137  | 6    | 7    | .971   | -    | -    | -    | -    | -    | -      | 7    | 3    | 0    | 0    | 0    | 1.000  |
| 2007 | 11   | 26   | 1    | 0    | 3    | 1.000  | 33   | 86   | 86   | 3    | 21   | .983   | 40   | 16   | 31   | 2    | 2    | .959   | 2    | 0    | 0    | 0    | 0    | ----   | 99   | 156  | 4    | 1    | 0    | .994   |
| 2008 | 3    | 2    | 0    | 0    | 1    | 1.000  | 2    | 8    | 2    | 0    | 0    | 1.000  | 60   | 23   | 42   | 2    | 5    | .970   | -    | -    | -    | -    | -    | -      | 81   | 134  | 2    | 2    | 0    | .986   |
| 2009 | 6    | 23   | 3    | 0    | 1    | 1.000  | -    | -    | -    | -    | -    | -      | 141  | 100  | 254  | 25   | 17   | .934   | -    | -    | -    | -    | -    | -      | -    | -    | -    | -    | -    | -      |
| 2010 | 29   | 54   | 3    | 0    | 11   | 1.000  | -    | -    | -    | -    | -    | -      | 143  | 97   | 283  | 19   | 31   | .952   | -    | -    | -    | -    | -    | -      | -    | -    | -    | -    | -    | -      |
| 2011 | 41   | 66   | 7    | 0    | 5    | 1.000  | -    | -    | -    | -    | -    | -      | 140  | 110  | 252  | 12   | 17   | .968   | -    | -    | -    | -    | -    | -      | -    | -    | -    | -    | -    | -      |
| 2012 | 69   | 277  | 26   | 0    | 33   | 1.000  | -    | -    | -    | -    | -    | -      | 106  | 54   | 151  | 4    | 9    | .981   | -    | -    | -    | -    | -    | -      | -    | -    | -    | -    | -    | -      |
| 2013 | 62   | 368  | 22   | 1    | 32   | .997   | 56   | 117  | 134  | 3    | 20   | .988   | 17   | 6    | 24   | 0    | 1    | 1.000  | -    | -    | -    | -    | -    | -      | -    | -    | -    | -    | -    | -      |
| 2014 | 138  | 1160 | 92   | 6    | 118  | .995   | 3    | 3    | 2    | 0    | 1    | 1.000  | -    | -    | -    | -    | -    | -      | -    | -    | -    | -    | -    | -      | -    | -    | -    | -    | -    | -      |
| 통산 | 420  | 2255 | 174  | 10   | 238  | .996   | 210  | 415  | 481  | 10   | 93   | .989   | 836  | 513  | 1314 | 75   | 101  | .961   | 81   | 93   | 150  | 15   | 23   | .942   | 253  | 356  | 9    | 5    | 0    | .986   |

- 2014년 기준, 굵은 글씨는 시즌 최고 성적.
- 1998년, 1999년은 1군 출장 없음.